# Нижна-Ситница
Нижна-Ситница (словац. Nižná Sitnica) — село и одноимённая община в районе Гуменне Прешовского края Словакии. В письменных источниках начинает упоминаться с 1408 года.

## География
Село расположено в юго-восточной части края, в южной части Низких Бескид, в нижней части долины реки Ситнички, при автодороге 3820. Абсолютная высота — 177 метров над уровнем моря. Площадь муниципалитета составляет 9,17 км².

## Население
| Год:                | 1994 | 2004    | 2014     | 2024    |
| ------------------- | ---- | ------- | -------- | ------- |
| Количество человек: | 368  | 365     | 328      | 303     |
| Разница:            |      | −0,81 % | −10,13 % | −7,62 % |

По данным последней официальной переписи 2011 года, численность населения Нижна-Ситницы составляла 327 человек.